# Antonius Thysius der Ältere

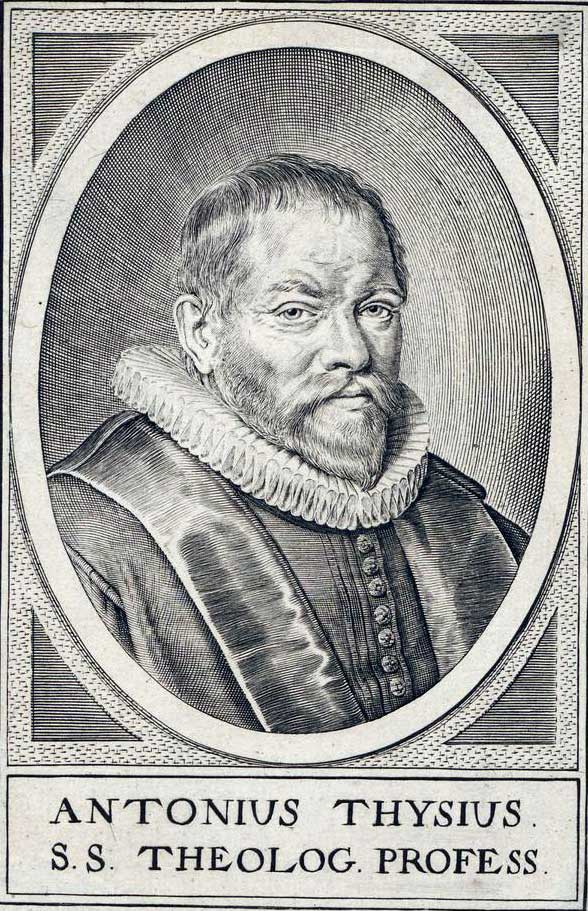
Antonius Thysius der Ältere

Antonius Thysius der Ältere (auch: Thys, Thijs, Thisius; * 9. August 1565 in Antwerpen; † 7. November 1640 in Leiden) war ein reformierter Theologe.

## Leben
Der Sohn des Juwelenkaufmanns Christoffel Thijs und dessen Frau Martha Gilles, hatte die Schulen in Lier, Dendermonde und schließlich in Antwerpen, bei Bonaventura Vulcanius, besucht. Diesem folgte er 1581 an die Universität Leiden, wo er ein Studium der Literatur, den anderen philosophischen Grundwissenschaften bei Justus Lipsius, Rudolph Snellius, Johannes Drusius (1550–1616) und unter Lambertus Daneau (1530–1595) Theologie absolvierte. 1582 begann er eine Studienreise die ihn nach Neustadt, Frankenthal und an die Universität Genf führte, wo er ein Schüler von Théodore de Bèze, Isaac Casaubon und Antoine de La Faye (1540–1615) wurde. Danach setzte er seine Studien an den Hochschulen in Lausanne, Bern, Zürich, Basel, Straßburg und Heidelberg fort. An letzteren Ort verbrachte er vier Jahre im Domus Sapientiae, wo er ein Studienkollege von Franciscus Gomarus war.
1589 zog er an die Universität Oxford, die Universität Cambridge und kehrte am 12. August 1590 nach Leiden zurück. Hier erhielt er für eine kurze Zeit eine Berufung zum Pfarrdienst in Harlem. 1591 nötigte ihn der Tod seines Vaters nach Frankfurt am Main zu reisen. In Deutschland angekommen besuchte er für eine weitere Fortbildung die Städte Danzig, Rostock und Stade. In Stade traf er dabei auf eine Schwester seines Vaters, die ihn als Hilfsprediger unterstützte. Einige Zeit lebte er in Emden, wo er sich ebenfalls als Hilfsprediger betätigte. Anderthalb Jahre später besuchte er im Winter 1595/96 Amsterdam, wo man ihm eine Pfarrstelle anbot. Diese und eine weitere Berufung nach Dortrecht schlug er aus, da er noch mehr studieren wollte. Hierzu begab er sich nach Frankreich, wo er sich an den damaligen Hochschulen in Saumur, Toulouse und Montpellier, an theologischen Disputationen beteiligte. 1600 kehrte er nach Leiden zurück, wo er durch die Unterstützung von Gomarus am 16. August 1601 die erste theologische Professur am Gymnasium Illustre in Harderwijk erhielt. Hier wirkte er 18 Jahre lang.
Als der theologische Disput zwischen Gomarus und Jacobus Arminius ausbrach, wurde er ein Gegner des Arminius. Er war Mitglied der Dordrechter Synode und arbeitete an einer alternativen Übersetzung des alten Testaments. Nachdem er auch einige Schriften verfasst hatte, beriefen ihn die Kuratoren der Universität Leiden am 31. August 1619 zum ordentlichen Professor der Theologie, man ernannte ihn ehrenhalber zum Doktor der Theologie und er trat das ihm übertragene Amt am 10. Dezember desselben Jahres mit der Rede Oratio de theologia ejusque studio capessendi (Leiden 1620) an. In seiner Eigenschaft als Leidener Hochschullehrer beteiligte er sich auch an den organisatorischen Aufgaben der Bildungseinrichtung und war 1633/34 Rektor der Alma Mater. Obwohl Thysius in die theologischen Kontroversen des calvinistischen Glaubens seiner Zeit involviert war, galt er als ruhiger und ausgeglichener Theologe.
Aus seiner 1602 in Amsterdam geschlossenen Ehe mit Johanna de Raadt († 1639), stammt der spätere Leidener Professor der Rhetorik und Bibliothekar Antonius Thysius der Jüngere (1603–1665) und der Sohn Francois Thysius der als Advokat in Leiden wirkte.

## Werke
- Anglicana scripta de Praedestinatione, duobus libris, simul edita ab A.T. Amsterdam 1613
- Leere ende order der Nederlandsche soo Duytsche en Waalsche Gereformeerden kercken in een ligchaem vervat. Amsterdam 1615
- Vertalinghe van sekere Iximbethaense artyckelen. eertijds in Engelanti gemaeckt, ende nu onlanghs in Latijn uytghegheven. 1616
- Belijdenisse der Gereformeerde Nederlandsche kercke, na de copye Antonii Thysii, uytghegeven door P. Colonius. Ziriczee, 1617
- Responsio in Remonstrantiam. 1617
- Paraenesis, seu Oratio de sacrâ Theologiâ, ejusque studio capessendo, ab A.T. in Leydensi Universitate habitâ. Kal. decembris. M. DCXIX. Leiden 1620 (inaug.)
- Synopsis purioris theologiae. Leiden 1625 (mit Johannes Polyander v. K.)

## Weblink
- Thysius im Professorenkatalog der Universität Leiden